# Interfejs dostawcy usługi
Interfejs dostawcy usługi (ang. Service Provider Interface) to interfejs API przeznaczony do wdrożenia lub rozszerzenia przez stronę trzecią. Można go użyć do włączenia rozszerzenia frameworka i komponentów wymiennych.

## Szczegóły
Dokumentacja ServiceLoader:

Usługa jest dobrze znanym zbiorem interfejsów i klas (zazwyczaj abstrakcyjnych). Dostawca usługi jest konkretną implementacją usługi. Klasy u dostawcy zazwyczaj implementują interfejsy i podklasy klas zdefiniowanych przez samą usługę. Dostawcy usług mogą być zainstalowani w implementacji platformy Java w formie rozszerzeń, to jest plików jar umieszczonych w jakimś używanym katalogu z rozszerzeniami. Dostawcy mogą jeszcze być udostępnieni przez dodanie ich do ścieżki klasy aplikacji lub przez jakiś inny sposób właściwy dla platformy.

Koncepcja może być rozszerzona na inne platformy za pomocą odpowiednich narzędzi. W środowisku uruchomieniowym Java interfejsy SPI są używane w:
- Java Database Connectivity
- Java Cryptography Extension
- Java Naming and Directory Interface
- Java API for XML Processing
- Java Business Integration
- Java Sound
- Java Image I/O
- Java File Systems